# Bruinbandbaardkoekoek
De bruinbandbaardkoekoek (Notharchus ordii) is een vogel uit de familie Bucconidae (baardkoekoeken). De soort is genoemd naar de negentiende-eeuwse Amerikaanse ornitholoog George Ord.

## Verspreiding en leefgebied
Deze soort komt voor in het noordelijk, westelijk en zuidwestelijk Amazonebekken van zuidelijk Venezuela tot noordelijk Brazilië, zuidoostelijk Peru en noordelijk Bolivia.